# Feaella mucronata
Feaella mucronata es una especie de arácnido del orden Pseudoscorpionida de la familia Feaellidae.

## Distribución geográfica
Se encuentra en el sur de África.